# Тбилисский этнографический музей
Тбилисский этнографический музей (груз. თბილისის ეთნოგრაფიული მუზეუმი ღია ცის ქვეშ) — музей в Тбилиси. Расположен под открытым небом на склоне Триалетского хребта у Черепашьего озера в парке Ваке.

## Экспозиция
Музей занимает 52 гектара и расположен в одиннадцати зонах, экспозиция включает около 70 зданий и более 8000 предметов, представлены традиционные для восточной Грузии постройки типа дарбази, ажурные деревянные дома с двускатной крышей из соломы или досок из западной Грузии, сторожевые башни из горных провинций Хевсурети, Пшави и Сванетии, кахетинские винодельни и водяные мельницы, есть также ранняя христианская базилика и семейная усыпальница с саркофагом VI—VII веков, а также коллекция традиционных предметов домашнего обихода — прялки, вязальные рамы, одежда, ковры, керамика и мебель.

## История
Основан выдающимся грузинским этнографом и историком Г. Читая (1966).
С 30 декабря 2004 года входит в состав Национального музея Грузии.